# Jerzy Paśnik
Jerzy Paśnik – polski prawnik, adwokat, doktor habilitowany nauk prawnych, nauczyciel akademicki Akademii Humanistycznej im. Aleksandra Gieysztora w Pułtusku i innych uczelni, specjalista w zakresie prawa konstytucyjnego i prawa administracyjnego.

## Życiorys
Ukończył studia na Wydziale Prawa i Administracji Uniwersytetu Wrocławskiego. W Instytucie Nauk Prawnych Polskiej Akademii Nauk uzyskał stopień naukowy doktora. Tam też na podstawie dorobku naukowego oraz rozprawy pt. Prawny status Delegata Rządu na Kraj 1940–1945 nadano mu w 1995 stopień doktora habilitowanego nauk prawnych w zakresie prawa, specjalność: prawo konstytucyjne.
Został profesorem nadzwyczajnym Akademii Humanistycznej im. Aleksandra Gieysztora w Pułtusku na Wydziale Administracji.
Pracował jako nauczyciel akademicki następujących uczelni:
- Wyższa Szkoła Handlu i Prawa im. Ryszarda Łazarskiego w Warszawie; Wydział Prawa; Katedra Powszechnej Historii Prawa
- Wyższa Szkoła Administracyjno-Społeczna w Warszawie
- Uniwersytet w Siedlcach; Wydział Nauk Ekonomicznych i Prawnych; Katedra Prawa
- Europejska Uczelnia w Warszawie[2]
- Szkoła Wyższa im. Pawła Włodkowica w Płocku[1]

Był głównym specjalistą w Biurze Rzecznika Praw Obywatelskich oraz ekspertem Sejmu i Senatu.
Został adwokatem.
Był dziekanem Wydziału Zarządzania Akademii Podlaskiej i kierownikiem Katedry Prawa Uniwersytetu Przyrodniczo-Humanistycznego w Siedlcach na Wydziale Nauk Ekonomicznych i Prawnych.